# Kate Nelligan
Patricia Colleen 'Kate' Nelligan (London (Ontario), 16 maart 1950) is een Canadese actrice. Zij werd in 1992 genomineerd voor een Academy Award voor haar bijrol als Lila Wingo Newbury in The Prince of Tides. Tot de acteerprijzen die haar daadwerkelijk werden toegekend, behoren een BAFTA Award voor Frankie and Johnny, een Genie voor Margaret's Museum en een Gemini Award voor de televisiefilm The Diamond Fleece.
Nelligan debuteerde in 1975 op het witte doek als Isabel in The Romantic Englishwoman. In de jaren daarvoor deed ze al acteerervaring op in verschillende televisiefilms en -series, onder meer als het wederkerend personage Leonora Biddulph in The Onedin Line. Sinds haar debuut speelde Nelligan rollen in meer dan twintig films, meer dan 45 inclusief die in televisiefilms.
Nelligan trouwde in 1989 met componist Robert Reale, met wie ze zoon Gabriel kreeg. Ze zijn niet meer bij elkaar.

## Filmografie
*Exclusief 25+ televisiefilms
| - Premonition (2007) - The Cider House Rules (1999) - Boy Meets Girl (1998) - U.S. Marshals (1998) - Up Close & Personal (1996) - How to Make an American Quilt (1995) - Margaret's Museum (1995) - Wolf (1994) - By Woman's Hand (1994) - Fatal Instinct (1993) - The Prince of Tides (1991) | - Shadows and Fog (1991) - Frankie and Johnny (1991) - White Room (1990) - Il giorno prima (1987, aka Mind Control) - Eleni (1985) - Without a Trace (1983) - Eye of the Needle (1981) - Mr. Patman (1980) - Dracula (1979) - The Romantic Englishwoman (1975) |

## Televisieseries
*Exclusief eenmalige gastrollen
- Thérèse Raquin - Thérèse Raquin (1980, drie afleveringen)
- The Onedin Line - Leonora Biddulph (1973-1974, dertien afleveringen)

- Biblioteca Nacional de España: XX1173724
- Bibliothèque nationale de France: cb14210672s (data)
- Gemeinsame Normdatei: 1162705116
- International Standard Name Identifier: 0000 0001 2209 0770
- Library of Congress Control Number: no97029492
- Nationale Bibliotheek van Tsjechië: xx0119467
- Nationale Bibliotheek van Israël: 987007442382105171
- Nationale Bibliotheek van Polen: a0000001253395
- Nederlandse Thesaurus van Auteursnamen: 072091991
- SNAC: w6ff5v3x
- Système universitaire de documentation: 059335793
- Virtual International Authority File: 16828469
- WorldCat: E39PBJkD6yt4bJhQfHQkFTmTpP